# Orchestra Philharmonia
The Philharmonia este o orchestră simfonică din Londra. Fondată ca orchestră de studio, este una dintre orchestrele cu cele mai multe inregistrări din lume, cu mai multe mii de înregistrări efectuate, multe dintre ele celebre.

## Șefi de orchestră
- Herbert von Karajan (bis 1959)
- Otto Klemperer (1955–1973)
- Riccardo Muti (1973–1982)
- Giuseppe Sinopoli (1984–1997)
- Christoph von Dohnányi (1997-2008)
- Esa-Pekka Salonen (din 2008)